# Beleg van Straatsburg

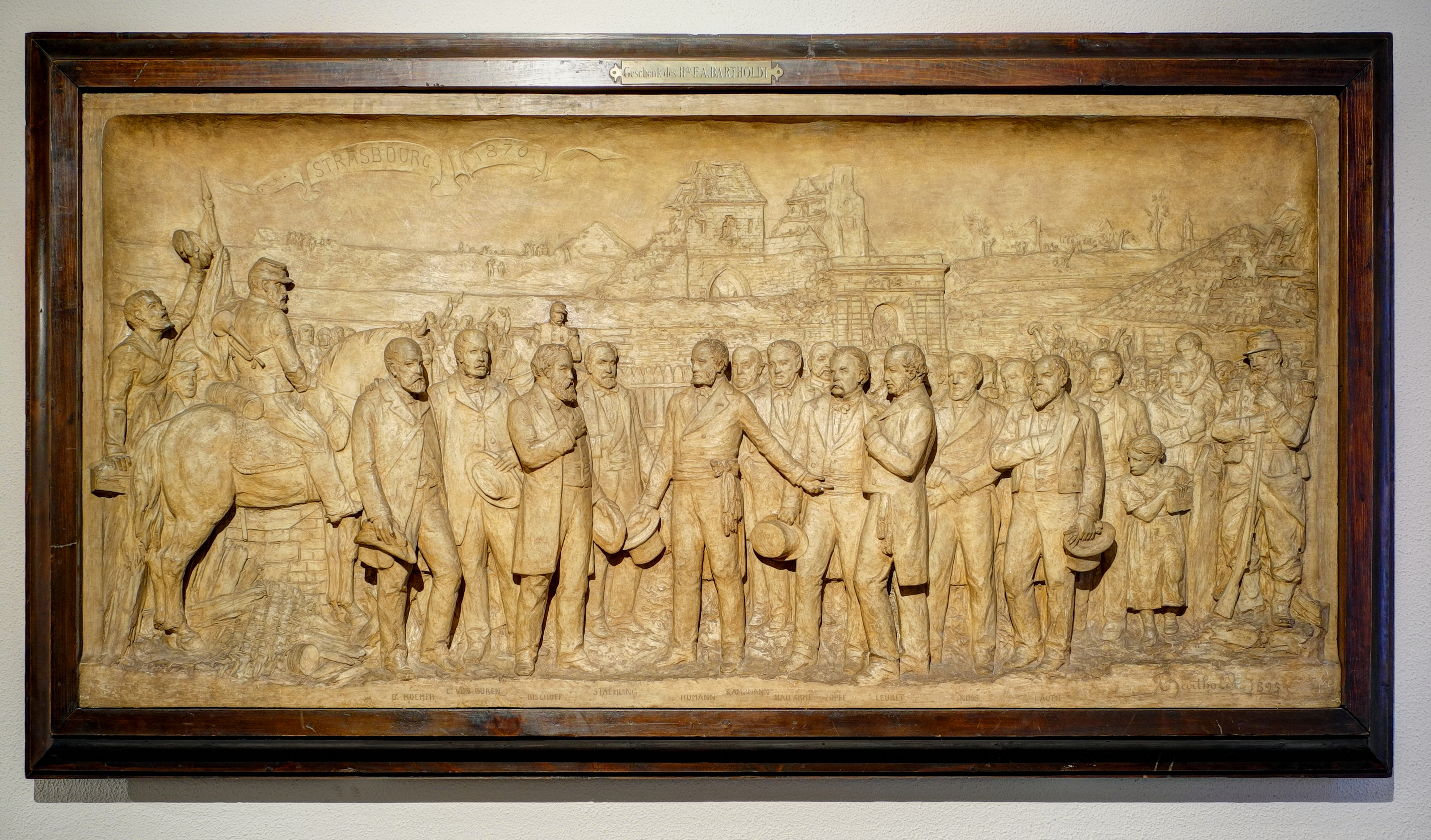
Aankomst van de Zwitserse gezanten bij het Beleg van Straatsburg, door Frédéric Auguste Bartholdi

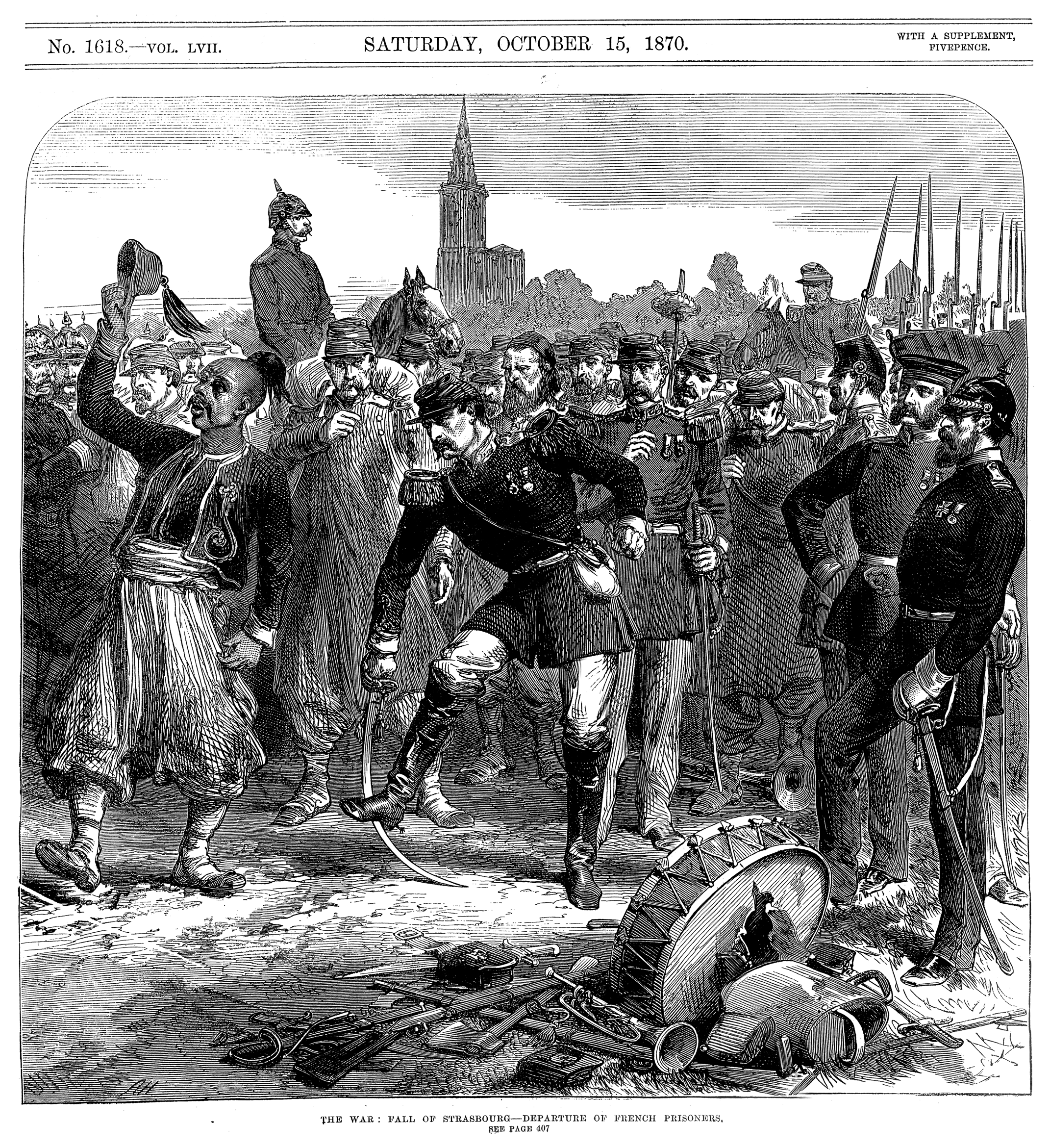
"De oorlog: Straatsburg valt - Franse gevangenen verlaten de stad" - Illustrated London News, 15 October 1870

Het Beleg van Straatsburg vond plaats tijdens de Frans-Duitse Oorlog. Het beleg had als resultaat dat de Fransen het fort op 28 september 1870 overgaven.

## Achtergrond
Na de Slag bij Wœrth stuurde kroonprins Frederik Willem generaal Carl Wilhelm von Werder naar het zuiden om het fort van Straatsburg aan te vallen. Destijds werd Straatsburg (samen met Metz) gezien als een van de sterkste forten van Frankrijk. De troepenmacht van Werder bestond uit 40.000 man uit Württemberg en Baden, wat net over de Rijn tegenover Straatsburg lag. Het Franse garnizoen van 17.000 man stond onder bevel van de 68-jarige generaal Uhrich.

## Openingsbombardement
Werder begreep hoe belangrijk het was om de stad in te nemen en bepaalde daarom niet dat de stad op een meer humane manier, met een langdurige belegering door uithongering, zou worden ingenomen, maar door de fortificaties en burgerbevolking te bombarderen en zo de stad tot overgave te dwingen. Op 23 augustus nam het zware geschut van Werder de stad onder vuur. Straatsburg werd daarbij zwaar beschadigd, waaronder ook veel historische gebouwen. De aartsbisschop van Straatsburg smeekte Werder om een staakt-het-vuren en de burgerbevolking stelde zelfs voor Werder 100.000 frank te betalen voor elke dag dat hij de stad niet beschoot. Uhrich zelf weigerde echter toe te geven. Werder realiseerde zich al snel dat hij een dergelijk zwaar bombardement wegens munitiegebrek niet vol zou kunnen houden.

## Belegering
Werder ging door met het bombardement, maar richtte zich dit keer op bepaalde vestingwerken. De Duitse belegeringslinies verplaatsten zich snel in de richting van de stad bij ieder fort dat tot puin werd geschoten. Op 11 september betrad een delegatie Zwitsers de stad om burgers te evacueren. Deze delegatie bracht ook het nieuws van de Franse nederlaag bij de slag bij Sedan, wat betekende dat wachten op ontzet geen zin zou hebben. Op 19 september drongen de overgebleven burgers er bij Uhrich op aan om de stad over te geven, maar deze was ervan overtuigd dat een succesvolle verdediging nog steeds mogelijk was en weigerde. Diezelfde dag wist Werder echter een van de verdedigingswerken van de stad te bestormen en in te nemen, wat Urich aan het twijfelen bracht. Op 27 september begon Uhrich met Werder te onderhandelen. De volgende dag werd de stad overgegeven.

## Nasleep
Door de val van Straatsburg waren de strijdkrachten onder Werder vrij om deel te nemen aan verdere operaties in het zuidoosten van Frankrijk. Zijn volgende doel was de stad Belfort, die in november werd omsingeld.
Op de Oorlogsherdenkingsmunt voor de veldtochten van 1870 en 1871 werd na 1895 door de Duitse veteranen een speciale herinneringsgesp ter herinnering aan dit gevecht gedragen.